# Sjeverac
Sjeverac je hladan sjeverni vjetar koji puše u unutrašnjosti Hrvatske. U priobalju tada nastaju bura ili tramontana.

## Bura
Bura je jak, suh i hladan, mahovit (naglo mijenja smjer i brzinu) i turbulentan vjetar s kopna, koji pretežno u hladno doba godine puše duž istočne obale Jadranskoga mora. U unutrašnjosti za bure pušu umjereni sjeverni i sjeveroistočni vjetrovi s kopna koji se ubrzavaju prelazeći preko planinskih lanaca, osobito na mjestima gdje postoje sniženi gorski prijevoji (na primjer Senjska vrata), pa se pritom bura pojavljuje kao padajući, slapovit vjetar, to jest ima izrazitu, prema dolje usmjerenu komponentu gibanja. Bura puše više dana, rijetko 2 do 3 tjedna (s prekidima), i jača je noću, a na našoj obali može katkad dosegnuti i orkansku jakost. 

## Tramontana
Tramontana je hladan, suh vjetar koji se spušta s planina sjevernoga Sredozemlja i jadranskoga priobalja. Na Jadranu puše poput bure, no nije mahovit (ne mijenja naglo smjer i brzinu) i nikada ne dostiže njezinu jačinu. Praćen je vedrim vremenom. Dalje od obale je jači i stvara velike valove.